# Franciscaines du Christ Roi
Les Franciscaines du Christ Roi (en latin : Instituti Sororum Franciscaliuma Christo Rege) est une congrégation religieuse féminine enseignante de droit pontifical.

## Histoire
La congrégation est fondée au XVe siècle à Venise par Marie Benoîte Carignano et Angelique Canal avec l'aide des frères franciscains dans le but d'éduquer les enfants et de soigner les personnes âgées. La congrégation est reconnue par le pape Sixte IV en 1471. L'institut est supprimé en 1810 durant l'époque napoléonienne, et reconstitué le 16 novembre 1849 mais de nouveau supprimé en 1866 par le duché de Savoie.
Certaines sœurs redonnent vie à la congrégation le 13 juillet 1878 ; la première supérieure est Louise Credo (1836-1907). Le cardinal Aristide Cavallari, patriarche de Venise, approuve la congrégation le 10 octobre 1907 et le 24 octobre suivant, la communauté est agrégée à l'ordre des frères mineurs. La congrégation prend son titre actuel par décret du patriarche Pietro La Fontaine du 25 décembre 1928.
L'institut reçoit le décret de louange par le pape Pie XI en 1937. Une sœur de cette congrégation, Serafina Gregoris (1873-1935), est reconnue vénérable le 22 juin 2004 par le pape Jean-Paul II.

## Activités et diffusion
Les sœurs se consacrent à l'éducation de la jeunesse et à la gestion d'internats et de collèges. 
Elles sont présentes en:
- Europe : Italie, Albanie.
- Amérique : Brésil.
- Afrique : Guinée-Bissau.

La maison-mère se trouve à Venise.
En 2017, la congrégation comptait 228 sœurs dans 37 maisons.